# Редченко, Алексей Христофорович
Алексей Христофорович Редченко (20 мая 1901, дер. Береговая, Обоянский уезд, Курская губерния — 4 марта 1978, Москва) — советский военачальник генерал-майор (17 ноября 1942).

## Начальная биография
Алексей Христофорович Редченко родился 20 мая 1901 года в деревне Береговая Обоянского уезда.

## Военная служба

### Гражданская война
В июле 1919 года призван в ряды РККА и направлен красноармейцем в 42-ю стрелковую дивизию (Южный фронт), после чего принимал участие в боевых действиях против войск под командованием генерала А. И. Деникина под Ливнами и Ельцом, в октябре — ноябре участвовал в ходе Воронежско-Касторненской операции и освобождении станции Касторное и города Землянск, а в ноябре — декабре — освобождении городов Старый и Новый Оскол, Валуйки, Купянск, Славянск, Бахмут, Бердянск и Мариуполь.

### Межвоенное время
В январе 1920 года А. Х. Редченко переведён в 1-й Харьковский запасной стрелковый батальон, откуда в марте направлен на учёбу на 1-е Московские кавалерийские курсы, а в марте 1921 года — в Объединённую военную школу имени ВЦИК, после окончания которой в сентябре 1923 года произведён в красные командиры и назначен на должность командира взвода в составе 10-го Усманского кавалерийского полка (13-й стрелковый корпус, Туркестанский фронт), после чего принимал участие против формирований басмачей на территории Восточной Бухары.
С мая 1924 года служил в 4-ю Ташкентскую объединённую военную школу им. В. И. Ленина на должностях командира взвода, помощника командира и командира эскадрона.
В октябре 1926 года направлен на учёбу на кавалерийские курсы усовершенствования командного состава РККА в Новочеркасске, после окончания которых в августе 1927 года назначен помощником начальника штаба 84-го кавалерийского полка (8-я бригада, Среднеазиатский военный округ), дислоцированного в Ташаузе, после чего принимал участие против бандформирований Джунаид-хана на территории Хивы. В декабре того же года А. Х. Редченко вновь переведён в Объединённую Средне-Азиатскую военную школу имени В. И. Ленина в Ташкенте, где служил помощником командира и командиром эскадрона. В 1929 году принимал участие в боях против басмачества на территории Бастандыкского района (Сырдарьинская область), в 1930 году — против бандформирований под командованием Султан-бека. В мае 1930 года переведён на должность помощника командира 83-го кавалерийского полка (8-я бригада, Среднеазиатский военный окру), после чего в 1931 году принимал участие в боях против бандформирований под руководством Ибрагим-бека на территории Таджикистана.
В июне 1931 года направлен на учёбу командный факультет Военно-воздушной академии имени Н. Е. Жуковского, после окончания которого в июле 1933 года назначен на должность начальника оперативного отделения штаба 202-й легкобомбардировочной авиабригады ВВС (Белорусский военный округ) в Орше, которая в июне 1934 года передислоцирована на станцию Бада (Забайкалье). В январе 1936 года А. Х. Редченко переведён на должность начальника штаба 64-й легкобомбардировочной авиабригады ВВС (Забайкальский военный округ), в феврале 1937 года — на должность начальника штаба 13-й авиабригады особого назначения (Киевский военный округ), а в октябре 1938 года — на должность начальника штаба 2-й военной школы лётчиков имени Осоавиахима СССР в Борисоглебске.
В августе 1939 года назначен командиром 34-го кавалерийского полка (3-я Бессарабская кавалерийская дивизия, Киевский военный округ), который в сентябре того же года во время похода Красной армии в Западную Украину принимал участие в боевых действиях в районе Львова и в уличных боях в самом городе, а летом 1940 года — в походе в Бессарабию.
В апреле 1941 года исполнял должность помощника командира 32-й кавалерийской дивизии, а в мае назначен на должность командира 1-й воздушно-десантной бригады (1-й воздушно-десантный корпус).

### Великая Отечественная война
С началом войны полковник А. Х. Редченко находился на прежней должности. 1-я воздушно-десантная бригада принимала участие в ходе приграничного сражения, а затем в Киевской оборонительной операции. В сентябре А. Х. Редченко был контужен, после чего лечился в госпитале.
По излечении в октябре 1941 года назначен на должность начальника Саратовских курсов усовершенствования офицерского состава ВДВ Красной армии. В феврале 1943 года был отстранён командующим ВДВ Красной армии от занимаемой должности за недостатки в работе, и в том же месяце назначен заместителем командира 24-го стрелкового корпуса (60-я армия, Центральный фронт), который принимал участие в создании оборонительных рубежей в районе Курского выступа.
В октябре 1943 года переведён на должность начальника филиала Высших стрелково-тактических КУКС РККА «Выстрел», 28 июля 1944 года — на должность командира 13-й гвардейской воздушно-десантной дивизии (Московский военный округ), а 12 августа — на должность командира 11-й гвардейской воздушно-десантной дивизии, находившейся в резерве Ставки Верховного Главнокомандования и дислоцировавшейся в Московском военном округе, а с 1 сентября 1944 года — в Белорусском военном округе. В январе 1945 года 11-я гвардейская воздушно-десантная дивизия была преобразована в 104-ю гвардейскую стрелковую и в феврале 1945 года была передислоцирована в район Уй-Кечке (Венгрия), после чего участвовала в Венской наступательной операции, в ходе которой 16 марта была введена в бой в районе Чак-Берень, Истимир с целью развития успех после прорыва обороны противника, но противник при помощи резервов неоднократно переходил в контратаки, в результате чего продвижение 104-й гвардейской стрелковой дивизии замедлилось, в результате чего генерал-майор А. Х. Редченко 31 марта был отстранён от занимаемой должности «по несоответствию», после чего находился на лечении, а затем — в распоряжении Главного управления кадров.

### Послевоенная карьера
В ноябре 1945 года назначен на должность заместителя командира 29-го стрелкового корпуса (Кубанский военный округ), дислоцированного в Краснодаре, в феврале 1947 года — на должность начальника Управления и военного коменданта округа Мерзебург провинции Саксония Советской военной администрации в Германии, а в октябре того же года — на должность начальника отдела комендантской службы Управления Советской военной администрации земли Саксония-Анхальт.
Генерал-майор Алексей Христофорович Редченко 23 августа 1948 года вышел в отставку по болезни. 
Умер 4 марта 1978 года в Москве.

## Награды
- Орден Ленина (21.02.1945);
- Орден Красного Знамени (03.11.1944);
- Два ордена Красной Звезды (22.02.1941, 05.11.1942);
- Медали.

Звания:
- Военный лётчик-наблюдатель[1][3].